# 完倉泰一
完倉 泰一（かんくら たいいち、1912年4月30日 - 1981年1月28日）は、日本の映画撮影監督。東京都出身。日本映画撮影監督協会、日本映画テレビ技術協会所属。

## 来歴
1935年にオリエンタル写真学校を卒業し、1936年にP.C.L.映画製作所に入社。1942年より撮影監督となる。1954年に東宝撮影所に復帰。1971年にフリーとなる。

## 主な作品
- 「翼の凱歌」（1942年10月15日）
- 「明日を創る人々」（1946年5月2日）
- 「十一人の女学生」（1946年8月22日）
- 「第二の人生」（1948年2月3日）
- 「与太郎と天使」（1950年3月27日）
- 「大岡政談 将軍は夜踊る」（1950年5月27日）
- 「軍艦すでに煙なし」（1950年10月21日）
- 「えりことともに」（1951年1月29日）
- 「港へ来た男」（1952年11月27日）
- 「花の中の娘たち」（1953年9月15日）
- 「誘蛾燈」（1953年10月7日）
- 「女心はひと筋に」（1953年12月29日）
- 「水着の花嫁」（1954年7月7日）
- 「潮騒」（1954年10月20日）
- 「天下泰平」（1955年1月29日）
- 「続天下泰平」（1955年2月20日）
- 「月に飛ぶ雁」（1955年4月19日）
- 「新鞍馬天狗 夕立の武士」（1955年6月14日）
- 「船場の娘より 忘れじの人」（1955年10月18日）
- 「ジャンケン娘」（1955年11月1日）
- 「歌え!青春 はりきり娘」（1955年12月28日）
- 「幸福はあの星の下に」（1956年2月5日）
- 「奥様は大学生」（1956年2月26日）
- 「婚約三羽烏」（1956年4月25日）
- 「大暴れチャチャ娘」（1956年5月24日）
- 「ロマンス娘」（1956年8月15日）
- 「おかしな奴」（1956年11月7日）
- 「忘却の花びら」（1957年1月3日）
- 「大番」（1957年3月5日）
- 「忘却の花びら 完結篇」（1957年7月2日）
- 「大当り三色娘」（1957年7月13日）
- 「肌色の月」（1957年10月8日）
- 「愛情の都」（1958年1月21日）
- 「太鼓たゝいて笛吹いて」（1958年5月20日）
- 「ロマンス祭」（1958年8月12日）
- 「大学の人気者」（1958年9月30日）
- 「人生劇場 青春篇」（1958年11月23日）
- 「大学のお姐ちゃん」（1959年3月3日）
- 「潜水艦イ-57降伏せず」（1959年7月5日）
- 「銀座のお姐ちゃん」（1959年7月14日）
- 「サザエさんの新婚家庭」（1959年8月23日）
- 「お姐ちゃん罷り通る」（1959年11月22日）
- 「侍とお姐ちゃん」（1960年1月9日）
- 「サラリーマン出世太閤記 花婿部長No.1」（1960年3月29日）
- 「お姐ちゃんに任しとキ!」（1960年7月31日）
- 「がめつい奴」（1960年9月18日）
- 「お姐ちゃんはツイてるぜ」（1960年11月20日）
- 「東海道駕籠抜け珍道中」（1960年12月20日）
- 「サラリーマン忠臣蔵」（1960年12月25日）
- 「続サラリーマン忠臣蔵」（1961年2月25日）
- 「七人の敵あり」（1961年3月18日）
- 「サラリーマン 弥次喜多道中」（1961年6月27日）
- 「続サラリーマン 弥次喜多道中」（1961年7月23日）
- 「猫と鰹節 ある詐話師の物語」（1961年11月22日）
- 「ガンバー課長」（1961年12月17日）
- 「銀座の若大将」（1962年2月10日）
- 「社長洋行記」（1962年4月29日）
- 「続・社長洋行記」（1962年6月1日）
- 「私と私」（1962年8月11日）
- 「社長漫遊記」（1963年1月3日）
- 「六本木の夜 愛して愛して」（1963年1月29日）
- 「続・社長漫遊記」（1963年3月1日）
- 「国際秘密警察 指令第8号」（1963年8月31日）
- 「太陽は呼んでいる」（1963年9月29日）
- 「やぶにらみニッポン」（1963年12月1日）
- 「香港クレージー作戦」（1963年12月22日）
- 「ひばり・チエミ・いづみ 三人よれば」（1964年5月16日）
- 「無責任遊侠伝」（1964年7月11日）
- 「おれについてこい!」（1965年6月20日）
- 「悪の階段」（1965年10月23日）
- 「女は幾万ありとても」（1966年2月12日）
- 「バンコックの夜」（1966年4月3日）
- 「じゃじゃ馬ならし」（1966年6月22日）
- 「落語野郎 大脱線」（1966年6月30日）
- 「落語野郎 大爆笑」（1967年2月11日）
- 「怪獣総進撃」（1968年8月1日）[1]
- 「緯度0大作戦」（1969年7月26日）
- 「ゲゾラ・ガニメ・カメーバ 決戦!南海の大怪獣」（1970年8月1日）[1]
- 「よみがえる東塔」（1983年11月7日）

## 受賞歴
| 受賞年 | 受賞名 | 受賞名         | 受賞名 |
| ------ | ------ | -------------- | ------ |
| 1950年 | 第5回  | 日本映画技術賞 | 撮影賞 |
| 1983年 | 第37回 | 日本映画技術賞 | 撮影賞 |